# Pierre Darcourt
Pierre Joseph Darcourt, né le 23 janvier 1729 à Audregnies et mort le 11 mai 1837 dans la même commune, est un centenaire belge qui, selon certaines sources occidentales, fut probablement le doyen de l'humanité à sa mort. Il est manifestement la première personne dont la mort à un âge aussi avancé ait été enregistrée.
Devenu veuf en 1791, il exerçait la profession de tailleur d'habits.